# 恆星形成
恆星形成是分子雲的高密度區崩潰成為球形的電漿形成恒星的過程。作為天文物理的一個分支，恆星形成的研究包括作為前導的星際物質和巨分子雲，到恆星形成過程，早期型恆星和行星形成則是直接的成果。恆星形成的理論，不僅是一顆單獨恆星的形成，還必須統計聯星和初始质量函数。

## 理論概說
依據目前的恆星形成理論，分子雲的核心（特別是高密度區）會因為重力不穩定，由片段的碎片開始崩潰（一般稱為自然的恆星形成，參考金斯不穩定性），或是因為來自超新星的衝激波，或是在附近的其他能量充沛的天文學過程觸發分子雲中的恆星形成（一般稱為觸發的恆星形成）。部分的重力能量在崩潰的過程中會以紅外線的形式損失掉，其餘的則會用於增加天體核心的溫度。累積的部份物質將會形成星周盤，當溫度和密度夠高時，氘的核融合將會被引發，並產生向外的壓力，結果將使崩潰減緩（但不會停止），而由雲氣組合成的物質仍繼續如雨般的落在原恆星上。在這個階段，或許是由落入物質的角動量造成的，將會產生雙極噴流。最後，在核心的氫開始融合成為恆星，這時，還環繞在周圍的物質將開始被驅離。
原恆星的發展在赫羅圖上會遵循林軌跡，原恆星會繼續收縮，直到到達林邊界，然後收縮會以穩定的溫度繼續下去直到凱爾文-赫姆霍爾茲時標。質量低於0.5太陽質量的恆星將進入主序帶，稍重的原恆星，在林軌跡的終點仍將緩慢的塌縮，追隨著亨耶跡，以接近流體靜力平衡。
這種活動形式會使恆星的質量在大約一個太陽質量的附近。高質量的恆星形成過程，也有類似的演化（發展）時程表，但時間會短許多，而且也還未清楚的被定義出來。恆星後期的發展屬於恆星演化研究的範疇。

## 觀測

獵戶座星雲是恆星形成的圖集，由大質量、年輕的恆星塑造出形狀的星雲，也可能是恆星誕生的氣體密集的主要場所。這個紛擾不安的恆星形成區是天文學上最戲劇化與最上鏡頭的場所。

恆星形成的關鍵元素只有利用可見光以外波長的觀察才能奏效。分子雲的構造和原恆星的效應都只能在近紅外線的消光圖中被觀察到（在那些區域內單位體積內恆星的數量與附近的區域比較趨近於0），來自一氧化碳（CO）分子和其他分子的轉動轉換，以及塵埃所釋放出的連續輻射，至少可以在次微米波與無線電兩個波段內被觀察到，來自原恆星和早期恆星的輻射已經在紅外線波段上觀察到。由靜止的雲氣造成的消光是如此的強大，使我們無法在可見光這一部分的光譜上觀察到。實際上遭遇的困難是大氣層在20微米制850微米幾乎是完全不透明的，只有在200微米和450微米有狹窄的窗口。在這範圍之外必須使用消除大氣的技術觀測。
單獨的恆星形成可以在我們的星系內直接觀察到，但是在遙遠星系內的恆星形成只有通過獨特的光譜特徵才能檢測出來。

### 值得注意的指標天體
- MWC 349在1978年首度被發現，估計其年齡只有1,000歲，但因為位於10,000光年的距離上，所以真實的年齡已經達到11,000歲。
- VLA 1623 – 第一個0級原恆星的樣品，多數嵌入的質量仍在吸積盤上的原恆星。於1993年發現，年齡可少於10,000歲 （页面存档备份，存于）。
- L1014 – 目前只有最新型的望遠鏡才有能力觀察到的新類型，一個微弱的難以置信的嵌入對象代表的來源。她們的狀態仍未能確定，可能是最年輕的低質量0級原恆星，或是質量非常低的發展中的天體（類似棕矮星或甚至是星際行星。） （页面存档备份，存于）。
- IRS 8* – 於2006年8月發現，是已知最年輕的主序帶恆星，估計年齡約350萬歲[永久]。

## 低質量與高質量恒星的形成

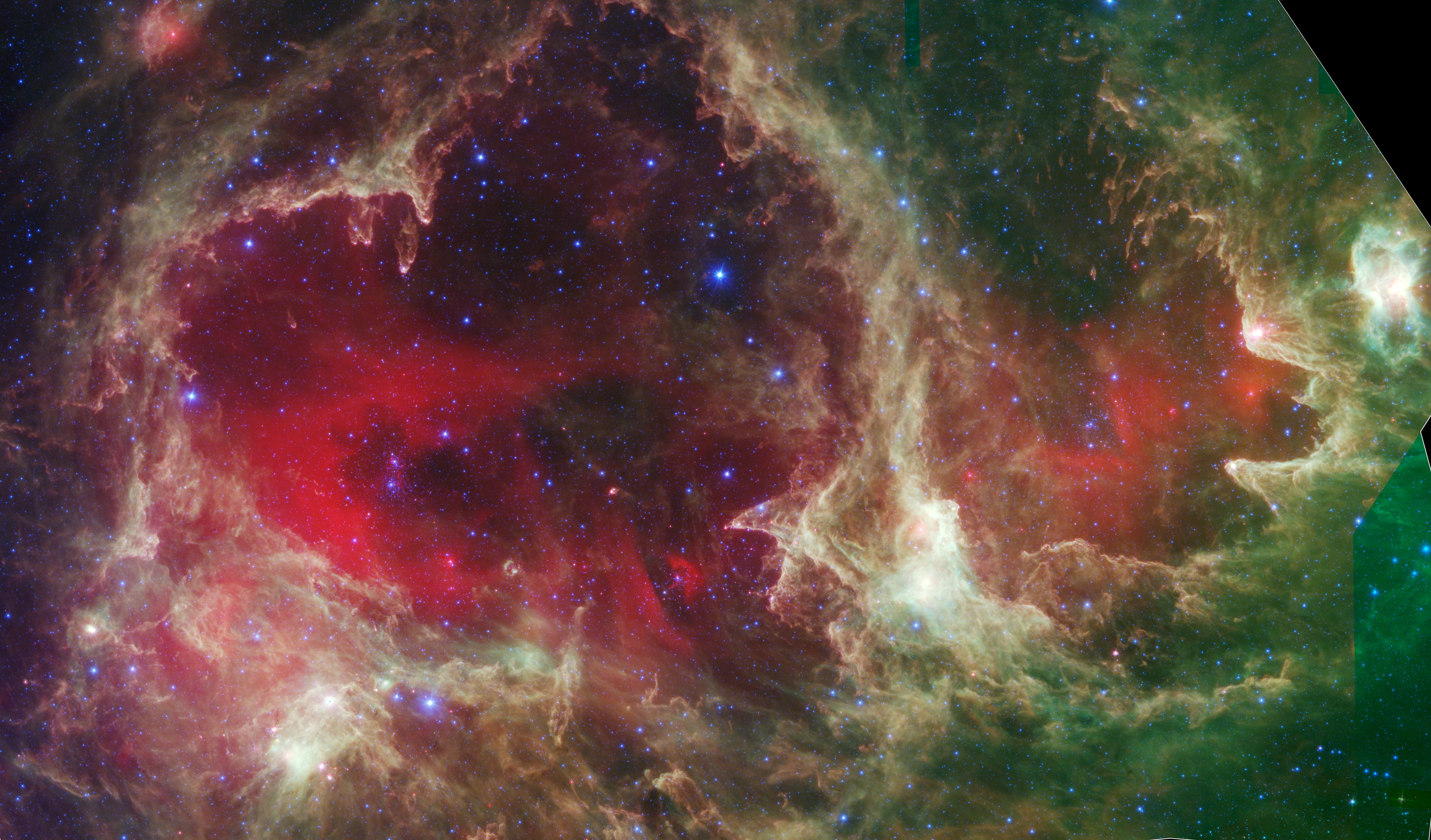
斯皮策空间望远镜拍摄的W5区域恒星形成的红外线照片

質量不同的恆星形成的歷程被認為是不一樣的。低質量恆星形成的理論，在大量觀測的支持下，建議低質量恆星是轉動的分子雲因密度逐漸升高而造成重力塌縮下形成的。從上面的敘述，氣體和塵埃組成轉動中的分子雲，因塌縮導致吸積盤的形成，經由這個通道質量在中心形成原恆星。但是，質量高於8倍太陽質量的恆星形成的歷程目前還不清楚。
質量大的恆星輻射出大量的輻射，會推擠向中心掉落的物質。在過去，輻射壓被認為是足以阻止質量累積成為巨大的原恆星，並能阻止質量高達數十個太陽的恆星形成。最近的理論工作則顯示，產生的噴流和流出物會清理出空洞，因而許多大質量原恆星的輻射壓會逃逸掉而不會阻礙物質經由吸積盤進入中心的原恆星。因此新的理論認為大質量恆星也會經由與低質量恆星相似的歷程形成。
已經有具體的證據顯示有一些大質量的原恆星是被吸積盤包圍著，而其他幾種大質量恆星形成的理論仍有待觀測上的証實。當然，或許最突出的理論是競爭吸積理論，建議大質量的原恆星是以低質量的原恆星當"種子"，與其他的原恆星競爭者從母分子雲中攫取質量，而不是單純的從局部的區域獲取質量。另一種大質量恆星形成的理論則建議，大質量恆星可能是由兩顆或更多的低質量恆星合併而成的。

## 外部連結
- 恆星形成（英文）